# Doljani (miasto Otočac)
Doljani – wieś w Chorwacji, w żupanii licko-seńskiej, w mieście Otočac. W 2011 roku liczyła 95 mieszkańców.